# Snovací žlázy

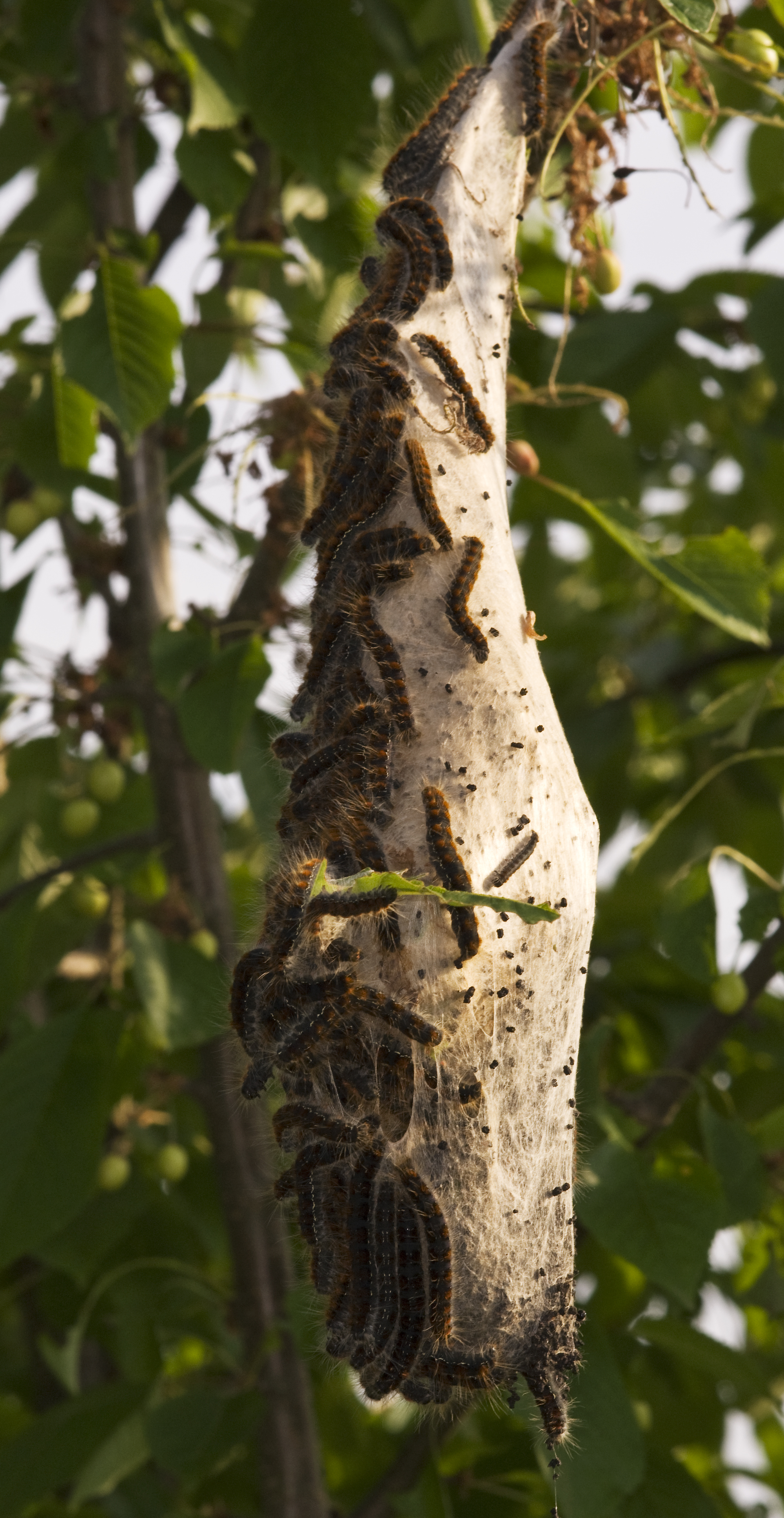
Pavučinový vak bourovce březového

Snovací žlázy produkují vlákno disponující extrémní pevností a pružností. Tyto žlázy najdeme u pavouků a některých larev motýlů a chrostíků (například: bourovec březový, martináč čínský, bourec morušový, chrostík obecný). Na rozdíl od pavouků, kteří mají snovací ústrojí na spodní straně zadečku, larvy vlákno soukají ze spodního pysku.

## Využití vlákna

### Larvy
1. Některé housenky si okolo své kukly spřádají zámotek, který chrání kuklu před vnějšími vlivy (tyto zámotky dělá třeba: bourec morušový, martináč čínský atd.)
2. Dále si mohou housenky zřizovat pavučinové vaky, v nichž je několik desítek larev, které z vaku vylézají jen za potravou (například: bourovec březový).
3. Larvy chrostíků žijí ve vodě, kde si dělají komůrky z kamínků nebo malých dřívek a svázané vláknem ze snovacích žláz. Tyto komůrky nosí s sebou, připevněné na zadečku.
4. Jiné druhy chrostíků si v larválním stádiu ve vodě upředou síťku, do které chytají vodní živočichy, jenž potom sežerou. Tito chrostíci se nazývají hydropsyche.

### Pavouci
1. Předchůdci dnešních pavouků používali pavučinu jen k vystýlání nor a zabalování kokonu s vajíčky. Tento primitivní způsob využití pavučin přetrval a dnes je vidět u sklípkanů (mygalomorphae) a sklípkošů (mesothelae).
2. Dnešní moderní pavouci si snůšku vajíček obalují také, ale spíše jsou známi tím, že používají pavučinu jakožto způsob chytání kořisti a její následné znehybnění (to dělají třeba čeledi křižákovití, pokoutníkovití, plachetnatkovití, snovačkovití atd.).

## Využití vlákna lidstvem

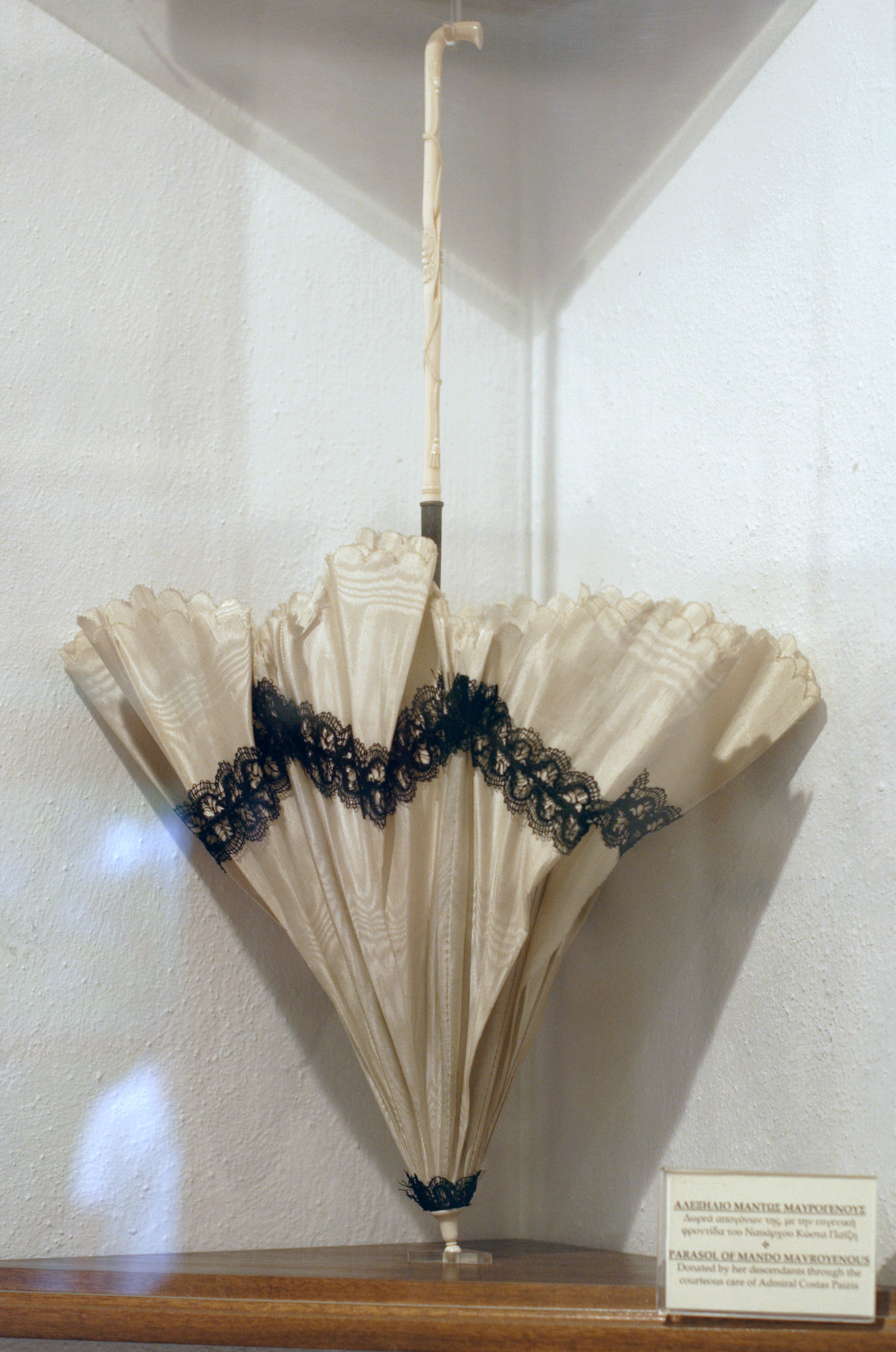
Jeden z mnoha hedvábných produktů

V továrnách v Číně se ze zámotků bource morušového dělá hedvábí, které se vyváží do celého světa. Jednou z fází výroby hedvábí je i vaření zámotku, jenž obsahuje ještě i živou kuklu, čímž se samozřejmě kukla zabije.

## Popis snovacího ústrojí pavouků
Většinou má snovací žláza několik sekrečních zón, které se podílí na výrobě určité části vlákna. První sekreční zóny produkují dřeň vlákna, ty další pak obal vlákna a zároveň vlákno ovoňují feromony. Snovací materiál, který je zpočátku tekutý, se při průchodu ven dutou hadičkou, takzvaným snovacím duktem, odvodňuje a pomocí třecích sil natahuje do vlákna. Celý proces tvorby vlákna ukončuje valva, která stlačí snovací dukt a tím zastaví tvorbu vlákna. Na konci snovacího duktu se nalézá tzv. spigot, což je vývod celého snovacího ústrojí. Z takovýchto spigotů se skládá snovací bradavka. Počet těchto spigotů se může výrazně lišit u každé bradavky.